# Саша Маслов
Олександр Геннадійович Маслов (більш відомий як Саша Маслов; нар. 1984, м. Харків) — українсько-американський фотограф.

## Життєпис
Саша Маслов народився 1984 року в Харкові.
Фотографію опановував у батька Геннадія, а згодом в учителя Харківського міського Палацу дитячої та юнацької творчості Олега Шишкова.
З 2008 року живе і працює в Нью-Йорку.
Знімав Святослава Вакарчука, Володимира Кличка, Павла Макова, Іллю Чичкана, Петра Порошенка, Ілона Маска, Девіда Лінча, Різ Візерспун, Сару Полсон, Джейсона Шварцмана, Магаршала Алі, Тома Форді, Марка Джейкобса та інших. Роботи публікуються в The New York Times, CNN, New York Magazine, The Newyorker, Guardian, Wall Street Journal Magazine, Esquire, Forbes, Billboard, Men's Health та інші.
Автор книг «Ukrainian Railroad Ladies» (2020), «Veterans: Faces of World War II» (2017), «Portrait Assignment», «Saints» (2024, співавтор).
Персональні виставки в містах Львові (2016), Харкові (2016), Анн-Арборі (2018, США), Києві (2016, 2020), Монпельє (2017, 2021, Франція), Клівленді (2021), Нью-Йорку (2011, 2017, 2021, 2022), Лаймі (2023, всі — США); групові в містах Кракові (2007, Польща), Братиславі (2009, Словаччина), Лондоні (2012, 2020, Велика Британія), Замості (2015, Польща), Пекіні (2016, Китай), Білостоці (2017, Польща), Клермон-Феррані (2017, Франція), Тбілісі (2017, Грузія), Одесі (2017), Сараєво (2017, Боснія), Лос-Анджелесі (2017, США), Гельсінкі (2020, Фінландія).

## Нагороди
- переможець (2021, 2022) та вибране-архів (2014) AI-AP[3],
- відбір журі LensCulture Exposure Awards (2020)[3],
- фіналіст Sony World Photo Awards (2017, 2020)[3],
- фіналіст Magnum Photography Awards (2017)[3].